# Sermyloides vittipennis
Sermyloides vittipennis es una especie de insecto coleóptero de la familia Chrysomelidae.
Fue descrita científicamente en 1891 por Duvivier.